# Roman von Le Puy
Roman von Le Puy (französisch: Romain du Puy; latein: Romanus de Podio) (* vor 1085; † nach 1134) war ein französischer Adliger aus Le Puy-en-Velay, Teilnehmer des Ersten Kreuzzugs und etwa ab 1118 Herr von Oultrejordain.
Roman begleitete den Bischof von Le Puy, Adhemar de Monteil, auf dem Ersten Kreuzzug. Er gehörte zum Kontingent Raimunds von Toulouse und Saint-Gilles. Nach der Gründung des Königreichs Jerusalem blieb er anscheinend im Heiligen Land. König Balduin II. ernannte ihn 1118 zum Herren von Oultrejordain mit der 1115 errichteten mächtigen Burg Montreal.
Zwischen 1129 und 1131 scheint er gegen den König rebelliert zu haben. Als er sich zusammen mit seinem Sohn Rudolf 1134 erneut an einer Revolte, diesmal der des Grafen von Jaffa, Hugo II. von Le Puiset, gegen den neuen König Fulko beteiligte, wurde das Lehen konfisziert und an Pagan den Mundschenk, einen ehemaligen Mundschenk Balduins II. vergeben. Roman ging daraufhin nach Europa ins Exil.
Er war mit einer gewissen Richildis († nach 1130) verheiratet. Mit ihr hatte er einen Sohn, Rudolf (Radulphus, † nach 1134).
Wahrscheinlich ist auch Raimund von Le Puy, der Großmeister des Hospitaliterordens, mit Roman verwandt.